# الدنا (ایلینوی)
الدنا (به انگلیسی: Eldena) یک منطقهٔ مسکونی در ایالات متحده آمریکا است که در ایلینوی واقع شده است. الدنا ۲۴۴٫۱۵ متر بالاتر از سطح دریا قرار دارد.